# Tychik
Tychik (łac.) Tychicus, (gr.) Tychikós – imię męskie pochodzenia greckiego i pochodzący od przymiotnika pospolitego tychikós - przypadkowy
Św. Tychik był towarzyszem św. Pawła, apostoła. 
Tychik imieniny obchodzi 29 kwietnia.